# 聖瑪利亞主教座堂 (維多利亞)

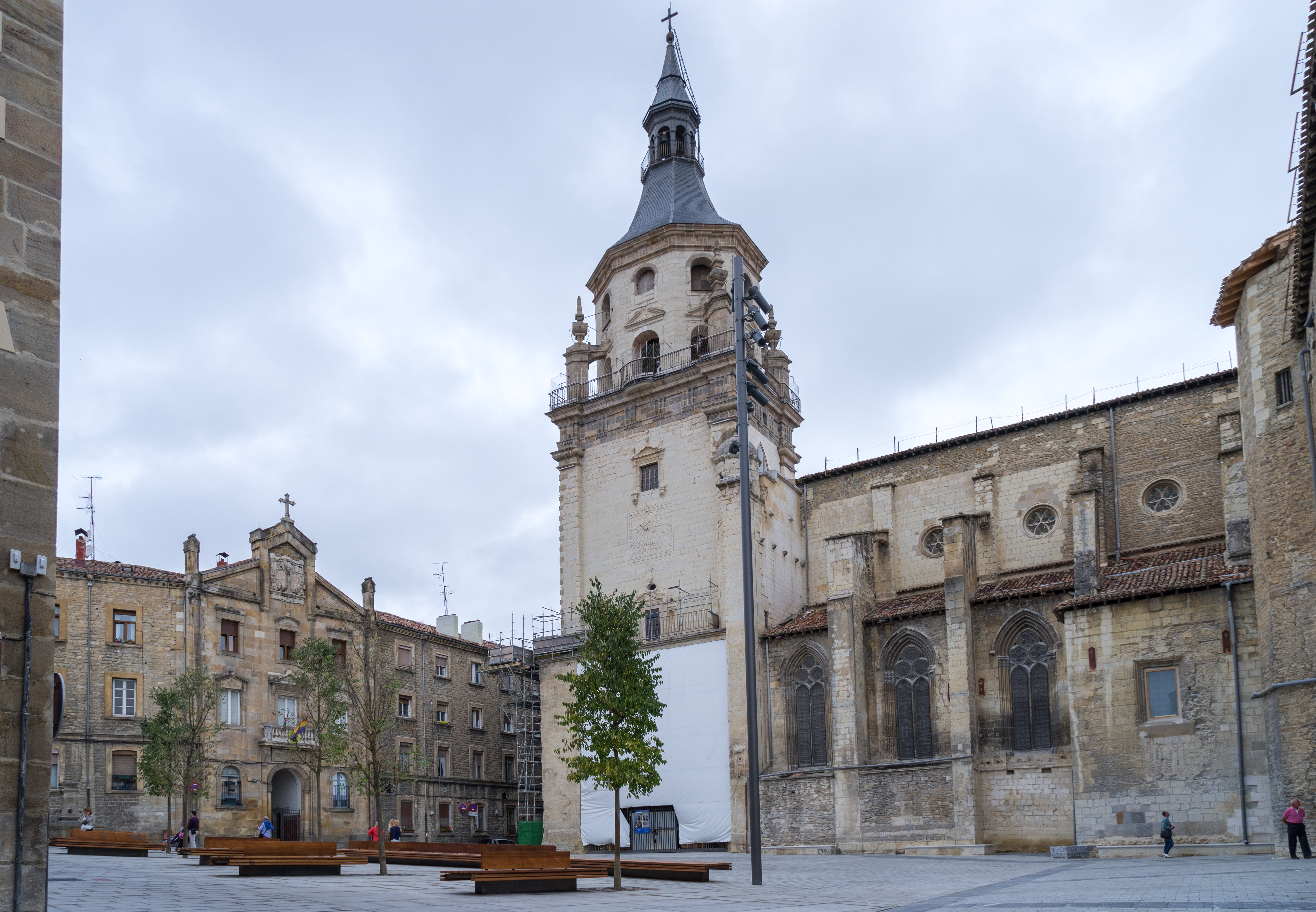
聖瑪利亞主教座堂

聖瑪利亞主教座堂 自治區是西班牙巴斯克自治區城市維多利亞的一座羅馬天主教的主教座堂。該教堂的外觀為哥特式建築。

## 外部連結
- Tourist info Cathedral of Santa María de Vitoria （页面存档备份，存于）

42°51′03″N 2°40′21″W / 42.85076°N 2.67246°W